# Huisseau-sur-Cosson

Huisseau-sur-Cosson este o comună în departamentul Loir-et-Cher, Franța. În 1 ianuarie 2022 avea o populație de 2.293 de locuitori.